# Ribellione di Orozco
La ribellione di Pascual Orozco fu una ribellione militare portata avanti dall'omonimo leader rivoluzionario contro il governo messicano presieduto da Francisco Madero all'inizio della rivoluzione messicana.

## Storia
Dopo la presa di Ciudad Juárez, Madero nominò il suo primo gabinetto provvisorio e concesse a Venustiano Carranza il Segretariato della Guerra, organizzando una prima giunta di gabinetto il 13 maggio 1911. Orozco bramava il posto di ministro della Guerra e rimase molto deluso quando questo gli fu negato. In cambio, si dovette accontentare del comando della prima zona di polizia rurale (i Rurales) nel Chihuahua.
Il 25 giugno 1911 Orozco si candidò a governatore del Chihuahua per il "Centro Independiente Chihuahuense", organizzazione opposta a Madero e a Abraham González Casavantes. Tuttavia, si vide obbligato a rinunciare alla candidatura per il fatto che non aveva ancora compiuto 30 anni, condizione richiesta per esercitare il posto di governatore. Nel gennaio 1912 Madero ordinò a Orozco di combattere le truppe di Emiliano Zapata nel sud del Paese, ma l'ordine fu revocato dal segretario del governo, Abraham González, sotto pressione degli amici intimi e simpatizzanti di Orozco nel Chihuahua.
Il 26 gennaio Orozco rinunciò al comando della prima zona rurale. Poco dopo, il governo federale gli offrì la carica di governatore del Chihuahua ma lui la respinse.

### La ribellione
Il 3 marzo dello stesso anno, dopo aver preso il controllo della capitale dello stato, Orozco, che contava su una base di appoggio considerevole grazie alla sua reputazione di eroe rivoluzionario, si dichiarò in rivolta al governo maderista. La ribellione orozchista attrasse tanto a "Los Científicos" e latifondisti locali, affiliati all'antico regime di Porfirio Díaz, quanto i rivoluzionari "vazchisti" che, inconformi con il regime di Madero, cercavano di elevare l'avvocato Emilio Vázquez Gómez alla presidenza della Repubblica. Il Piano della Empacadora, firmato il 25 marzo 1912, proclamava la validità della Costituzione del 1857 e attaccava il governo di Madero per non aver attuato le riforme agrarie e sociali promesse nel Piano di San Luis Potosí.
Nonostante gli iniziali successi degli orozchisti, tra cui spicca la loro vittoria contro le truppe federali del generale José González Salas nella prima battaglia di Rellano, la ribellione fu effimera. Il generale Victoriano Huerta, comandante delle forze federali, stabilì la sua base a Torreón. Le truppe federali e la División del Norte, insieme alle forze dei comandanti locali, sconfissero gli orozchisti nelle battaglie di Conejos, di Rellano e di Bachimba, riprendendo le piazze di Ciudad Juárez e Chihuahua a luglio. Dopo essere stato ferito a Ojinaga, Orozco si vide obbligato a fuggire negli Stati Uniti.
Le ultime forze fedeli a Orozco furono debellate nel Sonora dall'emergente generale Álvaro Obregón.